# 5e cérémonie des Satellite Awards
La 5e cérémonie des Satellite Awards, décernée par The International Press Academy, a eu lieu le 14 janvier 2001, et a récompensé les films, téléfilms et séries télévisées produits l'année précédente.

## Palmarès

### Cinéma

#### Meilleur film dramatique
- Traffic
  - Billy Elliot
  - Dancer in the Dark
  - Erin Brockovich, seule contre tous (Erin Brockovich)
  - Gladiator
  - Quills, la plume et le sang (Quills)

#### Meilleur film musical ou comédie
- Nurse Betty
  - Bêtes de scène (Best in show)
  - O'Brother (O Brother, Where Art Thou ?)
  - Presque célèbre (Almost Famous)
  - Séquences et conséquences (State and Main)
  - Wonder Boys

#### Meilleur réalisateur
- Steven Soderbergh pour Traffic
  - Cameron Crowe pour Presque célèbre (Almost Famous)
  - Philip Kaufman pour Quills, la plume et le sang (Quills)
  - Ang Lee pour Tigre et Dragon (卧虎藏龙)
  - Ridley Scott pour Gladiator
  - Steven Soderbergh pour Erin Brockovich, seule contre tous (Erin Brockovich)

#### Meilleur acteur dans un film dramatique
- Geoffrey Rush pour le rôle du Marquis de Sade dans Quills, la plume et le sang (Quills)
  - Jamie Bell pour le rôle de Billy Elliot dans Billy Elliot
  - Sean Connery pour le rôle de William Forrester dans À la rencontre de Forrester (Finding Forrester)
  - Russell Crowe pour le rôle du Général Maximus Decimus dans Gladiator
  - Ed Harris pour le rôle de Jackson Pollock dans Pollock
  - Denzel Washington pour le rôle de Herman Boone dans Le Plus Beau des combats (Remember the Titans)

#### Meilleure actrice dans un film dramatique
- Ellen Burstyn pour le rôle de Sara Goldfarb dans Requiem for a Dream
  - Joan Allen pour le rôle de Laine Hanson dans Manipulations (The Contender)
  - Gillian Anderson pour le rôle de Lily Bart dans Chez les heureux du monde (The House of Mirth)
  - Björk Guðmundsdóttir pour le rôle de Selma Jezkova dans Dancer in the Dark
  - Laura Linney pour le rôle de Samantha Prescott dans Tu peux compter sur moi (You Can Count on Me)
  - Julia Roberts pour le rôle d'Erin Brockovich dans Erin Brockovich, seule contre tous (Erin Brockovich)

#### Meilleur acteur dans un film musical ou une comédie
- Michael Douglas pour le rôle de Grady Tripp dans Wonder Boys
  - George Clooney pour le rôle d'Everett dans O'Brother (O Brother, Where Art Thou?)
  - Richard Gere pour le rôle du Dr. T dans Docteur T et les Femmes (Dr. T and the Women)
  - Christopher Guest pour le rôle de Harlan Pepper dans Bêtes de scène (Best in show)
  - Eddie Murphy pour le rôle de Sherman Klump dans La Famille foldingue (Nutty professor II : the klumps)
  - Edward Norton pour le rôle de Brian Finn dans Au nom d'Anna (Keeping the faith)

#### Meilleure actrice dans un film musical ou une comédie
- Renée Zellweger pour le rôle de Betty Sizemore dans Nurse Betty (Nurse Betty - Gefährliche Träume)
  - Brenda Blethyn pour le rôle de Grace Trevethyn dans Saving Grace
  - Sandra Bullock pour le rôle de Gracie Hart dans Miss Détective (Miss Congeniality)
  - Glenn Close pour le rôle de Cruella DeVil dans Les 102 Dalmatiens (102 Dalmatians)
  - Cameron Diaz pour le rôle de Natalie Cook dans Charlie et ses drôles de dames (Charlie's Angels)
  - Jenna Elfman pour le rôle de Anna Reilly dans Au nom d'Anna (Keeping the faith)

#### Meilleur acteur dans un second rôle dans un film dramatique
- Bruce Greenwood pour le rôle de John F. Kennedy dans Treize jours (Thirteen Days)
  - Jeff Bridges pour le rôle du Président Jackson Evans dans Manipulations (The Contender)
  - Benicio del Toro pour le rôle de Javier Rodriguez dans Traffic
  - Robert De Niro pour le rôle de l'instructeur Billy Sunday dans Les Chemins de la dignité (Men of Honor)
  - Albert Finney pour le rôle de Edward L. Masry dans Erin Brockovich, seule contre tous (Erin Brockovich)
  - Joaquin Phoenix pour le rôle de l'Empereur Commode dans Gladiator

#### Meilleure actrice dans un second rôle dans un film dramatique
(ex æquo)
- Jennifer Ehle pour le rôle de Valerie Sonnenschein et Rosemary Harris pour le rôle de Valerie Sors dans Sunshine
  - Judi Dench pour le rôle d'Armande Voizin dans Le Chocolat (Chocolat)
  - Catherine Deneuve pour le rôle de Kathy dans Dancer in the Dark
  - Samantha Morton pour le rôle de Michelle dans Jesus' Son
  - Julie Walters pour le rôle de Mme Wilkinson dans Billy Elliot
  - Kate Winslet pour le rôle de Madeleine "Maddy" LeClerc dans Quills, la plume et le sang (Quills)

#### Meilleur acteur dans un second rôle dans un film musical ou une comédie
- Willem Dafoe pour le rôle de Max Schreck dans L'Ombre du vampire (Shadow of the Vampire)
  - Philip Seymour Hoffman pour le rôle de Lester Bangs dans Presque célèbre (Almost Famous)
  - Morgan Freeman pour le rôle de Charlie dans Nurse Betty (Nurse Betty)
  - Tim Blake Nelson pour le rôle de Delmardans O'Brother (O Brother, Where Art Thou?)
  - Brad Pitt pour le rôle de Mickey O'Neil dans Snatch : Tu braques ou tu raques (Snatch)
  - Owen Wilson pour le rôle de Roy O'Bannon dans Shanghai Kid (Shanghai Noon)

#### Meilleure actrice dans un second rôle dans un film musical ou une comédie
- Kate Hudson pour le rôle de Penny Lane dans Presque célèbre (Almost Famous)
  - Holly Hunter pour le rôle de Penny dans O'Brother (O Brother, Where Art Thou?)
  - Frances McDormand pour le rôle d'Elaine Miller dans Presque célèbre (Almost Famous)
  - Catherine O'Hara pour le rôle de Cookie Fleck dans Bêtes de scène (Best in Show)
  - Rebecca Pidgeon pour le rôle d'Ann dans Séquences et conséquences (State and Main)
  - Marisa Tomei pour le rôle de Lola dans Ce que veulent les femmes (What Women Want)

#### Meilleure distribution
- Traffic

#### Meilleur scénario original
- Tu peux compter sur moi (You Can Count on Me) – Kenneth Lonergan
  - Presque célèbre (Almost Famous) – Cameron Crowe
  - Billy Elliot – Lee Hall
  - Erin Brockovich, seule contre tous (Erin Brockovich) – Susannah Grant
  - Séquences et Conséquences (State and Main) –  David Mamet

#### Meilleur scénario adapté
- Quills, la plume et le sang (Quills) – Doug Wright
  - Chez les heureux du monde (The House of Mirth) – Terence Davies
  - O'Brother (O Brother, Where Art Thou?) – Ethan et Joel Coen
  - Treize jours (Thirteen Days) – David Self
  - Traffic – Stephen Gaghan

#### Meilleure direction artistique
- Chez les heureux du monde (The House of Mirth)
  - Tigre et Dragon (臥虎藏龍)
  - Gladiator
  - Le Grinch (How the Grinch Stole Christmas!)
  - Traffic

#### Meilleurs costumes
- Le Grinch (How the Grinch Stole Christmas!)
  - Tigre et Dragon (臥虎藏龍)
  - Gladiator
  - Chez les heureux du monde (The House of Mirth)
  - The Patriot

#### Meilleure photographie
- Gladiator
  - La Légende de Bagger Vance (The Legend of Bagger Vance) – Michael Ballhaus
  - Mission impossible 2 (Mission: Impossible II) – Jeffrey L. Kimball
  - Tigre et Dragon (臥虎藏龍)
  - Traffic

#### Meilleur montage
- Treize jours (Thirteen Days)
  - Tigre et Dragon (臥虎藏龍)
  - Gladiator
  - Mission impossible 2 (Mission: Impossible II) – Christian Wagner et Steven Kemper
  - Traffic

#### Meilleur son
- Dinosaure (Dinosaur)
  - Chicken Run
  - Mission impossible 2 (Mission: Impossible II) – Mark P. Stoeckinger
  - En pleine tempête (The Perfect Storm)
  - Tigre et Dragon (臥虎藏龍)

#### Meilleurs effets visuels
- Gladiator
  - Charlie et ses drôles de dames (Charlie's Angels)
  - Le Grinch (How the Grinch Stole Christmas!)
  - Mission impossible 2 (Mission: Impossible II) – Richard Yuricich
  - Vertical Limit

#### Meilleure musique de film
- Gladiator – Hans Zimmer
  - L'Échange (Proof of Life) –  Danny Elfman
  - La Légende de Bagger Vance (The Legend of Bagger Vance) – Rachel Portman
  - Malèna – Ennio Morricone
  - Traffic – Cliff Martinez

#### Meilleure chanson originale
- "I've Seen It All" interprétée par Björk – Dancer in the Dark
  - "A Fool In Love" – Mon beau-père et moi (Meet the Parents)
  - "My Funny Friend and Me" – Kuzco, l'empereur mégalo (The Emperor's New Groove)
  - "Things Have Changed" – Wonder Boys
  - "Yours Forever" – En pleine tempête (The Perfect Storm)

#### Meilleur film étranger
- Tigre et Dragon (卧虎藏龙) •  Chine /  Hong Kong /  Taïwan /  États-Unis 
  - Goya (Goya en Burdeos) •  Italie /  Espagne
  - His Wife's Diary (Дневник его жены) •  Russie
  - Malèna •  Italie /  États-Unis
  - La Terroriste (த டெரரிஸ்ட்) •  Inde
  - Shower (洗澡) •  Chine

#### Meilleur film d'animation
- Chicken Run
  - Dinosaure (Dinosaur)
  - Kuzco, l'empereur mégalo (The Emperor's New Groove)
  - Les Razmoket à Paris, le film (Rugrats in Paris: The Movie)
  - Titan A.E.

#### Meilleur documentaire
- Reckless Indifference

### Télévision
Note : le symbole « ♕ » rappelle le gagnant de l'année précédente (si nomination).

#### Meilleure série télévisée dramatique
- À la Maison-Blanche (The West Wing) ♕
  - Le Fugitif (The Fugitive)
  - Deuxième chance (Once and Again)
  - The Practice : Bobby Donnell et Associés (The Practice)
  - Les Soprano (The Soprano)

#### Meilleure série télévisée musicale ou comique
- Sex and the City
  - Frasier
  - Friends
  - Voilà ! (Just Shoot Me!)
  - Les Simpson (The Simpsons))

#### Meilleure mini-série
- American Tragedy
  - The Corner
  - The Beach Boys: An American Family (en)
  - Jason et les Argonautes (Jason and the Argonauts)
  - Sally Hemings: An American Scandal

#### Meilleur téléfilm
- Harlan County War
  - Cheaters
  - Dirty Pictures
  - For Love or Country: The Arturo Sandoval Story
  - Nuremberg

#### Meilleur acteur dans une série télévisée dramatique
- Tim Daly pour le rôle de Richard Kimble dans Le Fugitif (The Fugitive)
  - James Gandolfini pour le rôle de Tony Soprano dans Les Soprano (The Sopranos)
  - Dennis Haysbert pour le rôle de Theodore Morris dans Un agent très secret (Now and Again)
  - Nicky Katt pour le rôle de Harry Senate dans Boston Public
  - Martin Sheen pour le rôle de Josiah Bartlet dans À la Maison-Blanche (The West Wing) ♕

#### Meilleure actrice dans une série télévisée dramatique
- Allison Janney pour le rôle de C.J. Cregg dans À la Maison-Blanche (The West Wing)
  - Gillian Anderson pour le rôle de Dana Scully dans X-Files : Aux frontières du réel (X-Files)
  - Tyne Daly pour le rôle de Maxine McCarty Gray dans Amy
  - Edie Falco pour le rôle de Carmela Soprano dans Les Soprano (The Sopranos)
  - Sela Ward pour le rôle d'Elizabeth Manning dans Deuxième chance (Once and Again)

#### Meilleur acteur dans une série télévisée musicale ou comique
- Frankie Muniz pour le rôle de Malcolm dans Malcolm
  - Robert Guillaume pour le rôle d'Isaac Jaffe dans Sports Night
  - Sean Hayes pour le rôle de Jack McFarland dans Will et Grace (Will and Grace)
  - Stacy Keach pour le rôle de Ken Titus dans Titus
  - John Mahoney pour le rôle de Martin Crane dans Frasier

#### Meilleure actrice dans une série télévisée musicale ou comique
- Lisa Kudrow pour le rôle de Phoebe Buffay dans Friends
  - Jenna Elfman pour le rôle de Dharma Montgomery dans Dharma et Greg (Dharma and Greg)
  - Jane Krakowski pour le rôle de Ally McBeal dans Ally McBeal
  - Wendie Malick pour le rôle de Nina Van Horn dans Voilà ! (Just Shoot Me!)
  - Laura San Giacomo pour le rôle de Maya Gallo dans Voilà ! (Just Shoot Me!)

#### Meilleur acteur dans une mini-série ou un téléfilm
- James Woods pour le rôle de Dennis Barrie dans Dirty Pictures
  - Andy Garcia pour le rôle d'Arturo Sandoval dans For Love or Country: The Arturo Sandoval Story
  - Louis Gossett Jr. pour le rôle de Lou Hastings dans The Color of Love: Jacey's Story
  - Bob Hoskins pour le rôle de Manuel Noriega dans Noriega: God's Favorite
  - Matthew Modine pour le rôle de Charlie Gordon dans Des fleurs pour Algernon (Flowers for Algernon)

#### Meilleure actrice dans une mini-série ou un téléfilm
- Jill Hennessy pour le rôle d'Elsie Douglas dans Nuremberg
  - Jennifer Beals pour le rôle d'Amanda Dickson dans A House Divided
  - Holly Hunter pour le rôle de Ruby Kincaid dans Harlan Country War
  - Gena Rowlands pour le rôle de Georgia Porter dans The Color of Love: Jacey's Story
  - Vanessa Redgrave pour le rôle d'Edith Tree dans Sex Revelations (If These Walls Could Talk 2)

### Récompenses spéciales
Révélation de l'année
- Robert Brown dans À la rencontre de Forrester

Mary Pickford Award
- Francis Ford Coppola

Outstanding Service in the Entertainment Industry
- Thom Mount

## Récompenses et nominations multiples

### Nominations multiples
Cinéma
10 : Gladiator
9 : Traffic
7 : Tigre et Dragon
5 : Quills, la plume et le sang, O'Brother, Erin Brockovich, seule contre tous, Presque célèbre
4 : Billy Elliot, Chez les heureux du monde
3 : Dancer in the Dark, Séquences et conséquences, Treize jours (Thirteen Days)
2 : Nurse Betty, Manipulations, Au nom d'Anna, Sunshine, Tu peux compter sur moi, Kuzco, l'empereur mégalo, En pleine tempête
Télévision

### Récompenses multiples
Cinéma
3 / 10 : Gladiator
3 / 9 : Traffic
2 / 5 : Quills, la plume et le sang
2 / 3 : Treize jours (Thirteen Days)
2 / 2 : Nurse Betty, Sunshine
Télévision